# Enoplognatha melanicruciata
Enoplognatha melanicruciata là một loài nhện trong họ Theridiidae.
Loài này thuộc chi Enoplognatha. Enoplognatha melanicruciata được Kendo Saito miêu tả năm 1939.